# Hessischer Sängerbund
Der Hessische Sängerbund (HSB) ist der größte Chorverband in Hessen. Er versteht sich als Ansprechpartner und Vertreter der hessischen Laienchöre und Gesangvereine. Er vertritt die Interessen von rund von ca. 1.700 Chören mit rund 32.000 Sängerinnen und Sängern gegenüber der Öffentlichkeit und der Politik. Seinen Sitz hat er in Wiesbaden, seine Geschäftsstelle befindet sich in Oberursel (Taunus).
Über seine Mitgliedschaft im Deutschen Chorverband (DCV) ist der Hessische Sängerbund in ganz Deutschland und Europa vernetzt. Für seine Mitglieder vermittelt der Hessische Sängerbund Ansprechpartner in musikalischen, organisatorischen, rechtlichen und verwaltungstechnischen Fragen. Er veranstaltet Konzerte und Wettbewerbe, Chorstudios, Chorliteraturtage und Chorworkshops. Außerdem kümmert er sich um die Nachwuchsarbeit sowie um die musikalische Aus- und Weiterbildung. Im Auftrag der Hessischen Landesregierung koordiniert der Hessische Sängerbund den Landesjugendchor Hessen, den hessischen Auswahlchor für junge Sängerinnen und Sänger.
Der Hessische Sängerbund bildet (Vize-)Chorleiterinnen und (Vize-)Chorleiter aus und bietet Fortbildungsveranstaltungen für sie an. Zu diesem Zweck unterhält er die Hessische Fachschule für Chorleitung mit Unterrichtsorten in Frankfurt am Main und in Marburg.
Präsident des Verbandes ist Claus-Peter Blaschke.